# 7195 Danboice
7195 Danboice eller 1994 AJ är en asteroid i huvudbältet som upptäcktes den 2 januari 1994 av den japanska astronomen Takao Kobayashi vid Ōizumi-observatoriet. Den är uppkallad efter den amerikanske astronomen Daniel Craig Boice.
Asteroiden har en diameter på ungefär 5 kilometer.